# Isabel Rodríguez García
Ne doit pas être confondu avec Isabel Rodríguez.
Pour les articles homonymes, voir Rodríguez et García.
Isabel Rodríguez García (/isaˈβɛl roˈðɾiɣɛð ɣaɾˈθia/) est une femme politique espagnole née le 5 juin 1981 à Abenójar (province de Ciudad Real), membre du Parti socialiste ouvrier espagnol (PSOE). Elle est ministre de la Politique territoriale et porte-parole du gouvernement depuis 2021.
Elle est élue au sénatrice de Ciudad Real en 2004, à l'âge de 23 ans, dont elle démissionne au bout de trois ans pour rejoindre l'administration de la Junte des communautés de Castille-La Manche. En 2008, le président de la Junte José María Barreda la nomme porte-parole de son deuxième conseil de gouvernement.
Après la défaite historique du Parti socialiste aux élections aux Cortes de Castille-La Manche de 2011, elle est élue au mois de novembre suivant députée de Ciudad Real aux Cortes Generales. Pour les élections générales de 2015 et de 2016, elle conduit la liste du PSOE dans la circonscription.
Elle renonce à se représenter lors des élections générales d'avril 2019 afin de se concentrer sur sa campagne municipale dans le bastion socialiste de Puertollano. Deux mois plus tard, elle est élue maire après avoir raté d'un siège la majorité absolue au conseil municipal.
En 2021, le président du gouvernement Pedro Sánchez lui confie les postes de ministre de la Politique territoriale et porte-parole dans le cadre d'un important remaniement ministériel.

## Vie privée
Isabel Rodríguez García naît le 5 juin 1981 à Abenójar, dans la province de Ciudad Real. Elle est mariée et mère de deux enfants.

## Formation et profession
Isabel Rodríguez est titulaire d'une licence en droit obtenue à l'université de Castille-La Manche en 2004. Elle est avocate de formation.

## Premiers mandats

### Sénatrice
Dans son enfance, Isabel Rodríguez García regardait avec son grand-père, dans sa maison d'Abenójar, les conférences de presse de la porte-parole du gouvernement Rosa Conde, sous les mandats de Felipe González.
Un temps pressentie candidate en troisième position sur la liste du PSOE dans la circonscription de Ciudad Real dans le cadre des élections générales de mars 2004, Isabel Rodríguez postule finalement en troisième place sur le ticket sénatorial du parti après que Sebastián Fuentes lui a été préféré sur la liste à la chambre basse.
En remportant le troisième meilleur score dans la province, elle est élue sénatrice et devient ainsi la plus jeune femme à siéger à la chambre haute des Cortes Generales. Elle est membre de la commission de la Défense et est porte-parole adjointe à la commission de la Justice.

### Responsable du gouvernement de Castille-La Manche
Elle abandonne son mandat parlementaire en juin 2007 lorsqu'elle est nommée directrice générale à la Jeunesse de la Junte des Communautés de Castille-La Manche alors dirigée par José María Barreda.
Secrétaire générale des Jeunesses socialistes de Ciudad Real (JSCR) entre avril 2005 et août 2008, elle est élue secrétaire à la Communication et porte-parole du PSOE de Castille-La Manche lors du congrès régional de juillet 2008. Elle quitte ses fonctions administratives après sa nomination comme porte-parole du gouvernement régional au mois de septembre suivant,,.
Avec la victoire historique du Parti populaire de María Dolores de Cospedal lors des élections régionales de mai 2011 et le renvoi des socialistes dans l'opposition, elle perd son poste, qui revient à Leandro Esteban.

## Députée au Congrès
Investie en deuxième position derrière José María Barreda lui-même dans la circonscription de Ciudad Real en vue des élections générales de novembre 2011,, Isabel Rodríguez obtient un mandat de députée au Congrès. Elle siège alors à la commission constitutionnelle dont elle est deuxième secrétaire entre janvier 2012 et février 2015 puis deuxième vice-présidente de juin à octobre, à la commission de la Justice et à la commission mixte chargée du contrôle de RTVE et de ses sociétés. Après le congrès fédéral extraordinaire du PSOE en juillet 2014, elle intègre la députation permanente comme membre titulaire jusqu'à la dissolution de la législature.
Elle est choisie pour conduire la liste socialiste dans la province de Ciudad Real en vue du scrutin de décembre 2015 et remplace Barreda qui se retrouve en deuxième position,. Réélue pour un deuxième mandat de députée, elle est nommée porte-parole adjointe du groupe parlementaire et conserve sa place au sein de la députation permanente. Elle siège à la commission constitutionnelle, à celle de la Justice, à la commission du Règlement et à la commission mixte chargée de la Sécurité nationale.
Réinvestie tête de liste, elle conserve son mandat à la suite des élections anticipées de juin 2016. D'abord membre de la commission mixte de la Sécurité nationale, de celle du Règlement et de celle de la Justice ainsi que porte-parole adjointe du groupe, elle quitte ces fonctions pour siéger à la commission constitutionnelle et prendre la présidence de la commission de la Justice laissée vacante après la nomination de Margarita Robles au poste de porte-parole parlementaire en juillet 2017. Elle est rétrogradée membre suppléante de la députation permanente en juillet 2017 à la suite du 39e congrès fédéral du parti. À la suite de la réunion houleuse du comité fédéral du PSOE qui conduit à la démission du secrétaire général Pedro Sánchez le 1er octobre 2016, elle prend ses distances avec ce dernier, puis devient porte-parole en Castille-La Manche de la candidature de Susana Díaz aux primaires du XXXIXe congrès fédéral socialiste, finalement défaite par Sánchez.
Après l'annonce de l'anticipation des élections générales pour le mois d'avril 2019, elle annonce ne pas vouloir se représenter pour se concentrer sur la campagne des municipales à Puertollano, bastion socialiste. Sa liste remporte dix des 21 mandats de conseillers municipaux en jeu, soit un siège de moins que la majorité absolue, et elle est investie maire le 15 juin suivant. Elle tâche alors de poursuivre la reconversion industrielle débutée par sa prédécesseure. Elle démissionne lors d'une séance extraordinaire du conseil municipal convoquée le 11 juillet 2021 en raison de sa prochaine entrée au gouvernement espagnol. Elle cède ses fonctions de maire à Adolfo Muñiz, jusqu'ici conseiller municipal délégué à la Culture, à l'Administration interne et aux Ressources humaines.

## Ministre de la Politique territoriale
Le 10 juillet 2021, Pedro Sánchez annonce un important remaniement ministériel à l'occasion duquel Isabel Rodríguez est nommée ministre de la Politique territoriale et porte-parole du gouvernement en remplacement de Miquel Iceta et María Jesús Montero, respectivement. Son entrée au conseil des ministres montre la volonté du président du gouvernement de s'appuyer tant sur le municipalisme que sur la nouvelle génération politique.

## Ministre du Logement et des Programmes urbains
Le 20 novembre 2023, elle est annoncée comme ministre du Logement et des Programmes urbains au sein du troisième gouvernement Sánchez et prête serment le lendemain.